# Snite Museum of Art
Lo Snite Museum of Art era il museo che ospitava la collezione d'arte dell'Università di Notre Dame, vicino a South Bend, Indiana. La collezione comprende più di 30.000 oggetti d'arte che abbracciavano culture, epoche e media. La collezione dell'Università è particolarmente nota per i dipinti del Rinascimento italiano e per le gallerie mesoamericane.
Nell'aprile 2023 il Museo ha chiuso in previsione del completamento del nuovo Raclin Murphy Museum of Art, a meno di mezzo miglio a sud, che è stato inaugurato nel dicembre 2023. La collezione dell'Università è ora ospitata in questo nuovo museo.